# Premis Butaca de 2022
La vint-i-vuitena edició dels Premis Butaca de teatre es va celebrar el 14 de novembre de 2022 al Pavelló d'Esports de Premià de Mar i va retransmesa a través d'internet per Xala! i la Xarxa de Televisions Locals.
Els grans triomfadors van ser L'oreneta, amb el premi al Millor Muntatge, la Millor Direcció teatral per Josep Maria Mestres, el Millor Actor per Dafnis Balduz, a la Millor Actriu per a Emma Vilarasau i al Millor Text per Guillem Clua, i Cantando bajo la lluvia, guanyadora del premi al Millor Espectacle Musical, el Millor Actor de Musical per Ivan Labanda i el de Millor Actriu de Musical per Mireia Portas.
L'actor Jordi Banacolocha va rebre el Premi Butaca Honorífic Anna Lizaran en reconeixement de la seva dilatada trajectòria artística i professional i el seu amor pel teatre.

## Palmarès i nominacions[5]

### Premi Butaca al millor muntatge teatral
| Obra                                                   | Productora                                                                | Resultat  |
| ------------------------------------------------------ | ------------------------------------------------------------------------- | --------- |
| L'oreneta                                              | La Villarroel                                                             | Guanyador |
| Animal negre tristesa                                  | Sala Beckett/Teatro Español                                               | Nominat   |
| La casa de los espíritus                               | Romea/Teatro Español/Festival Grec                                        | Nominat   |
| El cos més bonic que s'haurà trobat mai en aquest lloc | Romea/Temporada Alta                                                      | Nominat   |
| La mala dicció                                         | IndiGest/Festival Grec/Teatre Lliure                                      | Nominat   |
| El pes d'un cos                                        | Velvet Produccions/Teatre Nacional de Catalunya/Centro Dramático Nacional | Nominat   |

### Premi Butaca al millor musical
| Obra                    | Productora                         | Resultat  |
| ----------------------- | ---------------------------------- | --------- |
| Cantando bajo la lluvia | Nostromo                           | Guanyador |
| Guillermotta            | Els 3Js                            | Nominat   |
| Una llum tímida         | Col·lectiu La Cicatriz             | Nominat   |
| T'estimo si he begut    | Dagoll Dagom/La Brutal/T de Teatre | Nominat   |

### Premi Butaca al millor espectacle de dansa
| Obra                                                   | Productora                                                                 | Resultat  |
| ------------------------------------------------------ | -------------------------------------------------------------------------- | --------- |
| Rojos                                                  | Mercat de les Flors/Els Costals Centre Cultural/AGITA Figueres/Vortex/ISIC | Guanyador |
| The black body, the blue mind and the flourescent guts | Mercat de les Flors                                                        | Nominat   |
| La honte                                               | Mercat de les Flors/Temporada Alta                                         | Nominat   |

### Premi Butaca al millor espectacle de petit format
| Obra                      | Productora                 | Resultat  |
| ------------------------- | -------------------------- | --------- |
| Hamlet 01                 | Sergi Belbel/Enric Cambray | Guanyador |
| La dona del tercer segona | Teatre Nu                  | Nominat   |
| Girls Like That           | Tot Produccions            | Nominat   |
| Red                       | Teatre Akadèmia            | Nominat   |

### Premi Butaca a la millor espectacle per a públic familiar
| Obra                 | Productora                   | Resultat  |
| -------------------- | ---------------------------- | --------- |
| Bye Bye Monstre      | Dagoll Dagom                 | Guanyador |
| Dansa per tutti      | Anexa                        | Nominat   |
| La motxilla de l'Ada | Produccions Teatre al Detall | Nominat   |

### Premi Butaca a la millor direcció
| Director/a          | Obra                                                   | Resultat  |
| ------------------- | ------------------------------------------------------ | --------- |
| Josep Maria Mestres | L'oreneta                                              | Guanyador |
| Xavier Albertí      | El cos més bonic que s’haurà trobat mai en aquest lloc | Nominat   |
| Sergi Belbel        | Hamlet 01                                              | Nominat   |
| Julio Manrique      | Animal negre tristesa                                  | Nominat   |
| Carme Portaceli     | La casa de los espíritus                               | Nominada  |

### Premi Butaca a la millor actriu
| Actriu          | Obra                      | Resultat   |
| --------------- | ------------------------- | ---------- |
| Emma Vilarasau  | L'oreneta                 | Guanyadora |
| Montse Esteve   | Harakiri                  | Nominada   |
| Àurea Márquez   | La dona del tercer segona | Nominada   |
| Laia Marull     | El pes d'un cos           | Nominada   |
| Francesca Piñón | L'habitació blanca        | Nominada   |
| Rosa Renom      | La Víctor C.              | Nominada   |

### Premi Butaca al millor actor
| Actor            | Obra                                                   | Resultat  |
| ---------------- | ------------------------------------------------------ | --------- |
| Dafnis Balduz    | L'oreneta                                              | Guanyador |
| Pere Arquillué   | El cos més bonic que s’haurà trobat mai en aquest lloc | Nominat   |
| Enric Cambray    | Hamlet 01                                              | Nominat   |
| Francesc Garrido | La casa de los espíritus                               | Nominat   |
| Julio Manrique   | L'oncle Vània                                          | Nominat   |
| Lluís Soler      | Red                                                    | Nominat   |

### Premi Butaca a la millor actriu de musical
| Actor         | Obra                    | Resultat   |
| ------------- | ----------------------- | ---------- |
| Mireia Portas | Cantando bajo la lluvia | Guanyadora |
| Anna Moliner  | Company                 | Nominada   |
| Marta Ribera  | Company                 | Nominada   |
| Diana Roig    | Cantando bajo la lluvia | Nominada   |

### Premi Butaca al millor actor de musical
| Actor          | Obra                    | Resultat  |
| -------------- | ----------------------- | --------- |
| Ivan Labanda   | Cantando bajo la lluvia | Guanyador |
| Roger Berruezo | Company                 | Nominat   |
| Ricky Mata     | Cantando bajo la lluvia | Nominat   |
| Jordi Vidal    | Guillermotta            | Nominat   |

### Premi Butaca a la millor actriu de repartiment
| Actriu        | Obra                  | Resultat   |
| ------------- | --------------------- | ---------- |
| Míriam Iscla  | Crim i càstig         | Guanyadora |
| Chantal Aimée | La gavina             | Nominada   |
| Mima Riera    | Animal negre tristesa | Nominada   |
| Júlia Truyol  | L'oncle Vània         | Nominada   |

### Premi Butaca al millor actor de repartiment
| Actor            | Obra            | Resultat  |
| ---------------- | --------------- | --------- |
| David Bagés      | Macbett         | Guanyador |
| Toni Gomila      | Hamlet Aribau   | Nominat   |
| Carles Pedragosa | El pes d'un cos | Nominat   |
| Xavier Ricart    | Romeu i Julieta | Nominat   |

### Premi Butaca al millor intèrpret femení de dansa
| Actor        | Obra     | Resultat   |
| ------------ | -------- | ---------- |
| Laia Duran   | La honte | Guanyadora |
| Anna Hierro  | La honte | Nominada   |
| Lorena Nogal | La honte | Nominada   |

### Premi Butaca al millor intèrpret masculí de dansa
| Actor            | Obra          | Resultat  |
| ---------------- | ------------- | --------- |
| Miquel Barcelona | Rojos         | Guanyador |
| Robert Gómez     | La honte      | Nominat   |
| Héctor Plaza     | Made of Space | Nominat   |

### Premi Butaca a la millor actriu revelació
| Actor              | Obra            | Resultat   |
| ------------------ | --------------- | ---------- |
| Emma Arquillué     | Romeu i Julieta | Guanyadora |
| Àfrica Alonso Bada | Una llum tímida | Nominada   |
| Ann Perelló        | Nua             | Nominada   |

### Premi Butaca al millor actor revelació
| Actor          | Obra                                          | Resultat  |
| -------------- | --------------------------------------------- | --------- |
| Guillem Balart | Carrer Robadors/Hamlet Aribau/Romeu i Julieta | Guanyador |
| Moha Amazian   | Carrer Robadors                               | Nominat   |
| Nil Cardoner   | Romeu i Julieta                               | Nominat   |

### Premi Butaca a la millor escenografia
| Finalistes                    | Obra                                             | Resultat  |
| ----------------------------- | ------------------------------------------------ | --------- |
| Enric Planas                  | Cantando bajo la lluvia                          | Guanyador |
| Alejandro Andújar             | Animal negre tristesa                            | Nominat   |
| Sílvia Delagneau/Max Glaenzel | Aquell dia tèrbol que vaig sortir d’un cinema... | Nominats  |
| Sebastià Brossa               | Assassinat a l'Orient Express                    | Nominat   |

### Premi Butaca al millor disseny de llums
| Finalistes       | Obra                                     | Resultat  |
| ---------------- | ---------------------------------------- | --------- |
| Albert Faura     | Cantando bajo la lluvia                  | Guanyador |
| David Bofarull   | Assassinat a l'Orient Express            | Nominat   |
| Guillem Gelabert | Unes abraçades insuportablement llargues | Nominat   |
| Jaume Ventura    | Animal negre tristesa                    | Nominat   |

### Premi Butaca al millor vestuari
| Finalistes     | Obra                          | Resultat   |
| -------------- | ----------------------------- | ---------- |
| Miriam Compte  | Cantando bajo la lluvia       | Guanyadora |
| Maria Armengol | Romeu i Julieta               | Nominada   |
| Míriam Compte  | Assassinat a l'Orient Express | Nominada   |
| Cristina López | Adéu Arturo                   | Nominada   |

### Premi Butaca a la millor caracterització
| Finalistes     | Obra                          | Resultat   |
| -------------- | ----------------------------- | ---------- |
| Helena Fenoy   | Cantando bajo la lluvia       | Guanyadora |
| La Bocas       | Adéu Arturo                   | Nominada   |
| Àngels Salinas | Assassinat a l'Orient Express | Nominada   |

### Premi Butaca al millor text teatral
| Obra                                                   | Autor/a                 | Resultat  |
| ------------------------------------------------------ | ----------------------- | --------- |
| L'oreneta                                              | Guillem Clua            | Guanyador |
| El cos més bonic que s’haurà trobat mai en aquest lloc | Josep Maria Miró        | Nominat   |
| La pell fina                                           | Carme Marfà/Yago Alonso | Nominats  |
| El pes d'un cos                                        | Victoria Szpunberg      | Nominat   |

### Premi Butaca a la millor coreografia
| Actor                  | Obra                                                   | Resultat   |
| ---------------------- | ------------------------------------------------------ | ---------- |
| Sònia Gómez            | The black body, the blue mind and the flourescent guts | Guanyadora |
| Lisi Estaras           | La honte                                               | Nominada   |
| Júlia Robert/Rudi Cole | Infinit                                                | Nominats   |

### Premi Butaca a la millor composició musical
| Finalistes                           | Obra                                     | Resultat  |
| ------------------------------------ | ---------------------------------------- | --------- |
| Andreu Gallén                        | T'estimo si he begut                     | Guanyador |
| Jordi Busquets                       | Unes abraçades insuportablement llargues | Nominat   |
| Clara Peya                           | Harakiri                                 | Nominada  |
| Andrea Puig Doria/Àfrica Alonso Bada | Una llum tímida                          | Nominades |

### Premi Butaca al millor espai sonor
| Finalistes        | Obra                                     | Resultat  |
| ----------------- | ---------------------------------------- | --------- |
| Roc Mateu         | Cantando bajo la lluvia                  | Guanyador |
| Damien Bazin      | Animal negre tristesa                    | Nominat   |
| Guillem Rodríguez | Unes abraçades insuportablement llargues | Nominat   |

### Butaca Honorífica-Anna Lizaran
- Jordi Banacolocha.